# Celia Bannerman
Celia Bannerman, född 3 juni 1944 i Abingdon i Oxfordshire, är en brittisk skådespelare. Bannerman är känd för rollen som Diana Newbury i dramaserien Herrskap och tjänstefolk. Hon har också spelat roller i bland annat Pride and Prejudice, Lilla Dorrit och Land Girls. 

## Filmografi i urval
- 1967 – Blandings Castle (TV-serie)
- 1967 – Pride and Prejudice (TV-serie)
- 1969 – W. Somerset Maugham (TV-serie)
- 1973 – The Rivals of Sherlock Holmes (TV-serie)
- 1973–1975 – Herrskap och tjänstefolk (TV-serie)
- 1974 – The Importance of Being Earnest (TV-pjäs)
- 1974 – Snärjd i nätet
- 1987 – Lilla Dorrit
- 1998 – Land Girls
- 2014 – Det stora kriget (Miniserie)